# 札樽ゴルフ倶楽部
札樽ゴルフ倶楽部（さっそんゴルフくらぶ）は、北海道小樽市にあるゴルフ場である。

## 概要
1963年（昭和38年）、日本ゴルフ場建設業界の最大手・安達建設グループの数人が、山登りで札幌から小樽に向かって張碓峠を上がっていた。峠にさしかかった時、古賀始（後、日観興行社長、安達建設グループ「茨城ゴルフ倶楽部」（茨城県、1962年（昭和37年）開場、設計・上田治）理事長）が、小樽湾を見下ろして「湾の左手に何とも言えぬよい姿をした、手頃な大きさの山があるのです『あそこならいいかもしれん』」と叫び、あそこにコースを造ろうと思った。
古賀らの一行は、小樽の朝里川温泉に泊まったが、天然温泉ではなく、ひどく寂れていた。温泉計画の立案者が家族連れの温泉を目指したため、花街もなく清楚すぎて寂れたという。温泉計画の指導者が、都市計画学の創始者・石川栄耀と聞いて一行は驚いた。1961年（昭和36年）、安達建設の創業者・安達貞市は、東京都建設局長・石川栄耀から、荒川河川敷の紹介を受けて「東京都民ゴルフ場」（東京都、1955年（昭和30年）開場、設計・上田治）を開場して繁盛していた。安達建設としては、石川は恩人である、その恩に報いるためにも、ゴルフ場を造って朝里川に繁栄を呼び戻そうと考えた。
安達建設グループは、1929年（昭和4年）、「名古屋ゴルフ倶楽部」（愛知県、1929年（昭和4年）開場、設計・大谷光明）の造成工事で芝生を納入して以来、「小金井カントリー倶楽部」（東京都、1937年（昭和12年）開場、設計・W.ヘーゲン）などの名門ゴルフ場から、「くずはゴルフリンクス」（大阪府、1957年（昭和32年）開場、設計・株式会社 かんこう）などの大衆コースまで、新設57コース、改修22コース、海外7コース、その他、飛行場31、競馬場6など多くの分野で実績を残している。1931年（昭和6年）、東京の銀座中央通りの「銀座の柳」を植えたのも安達建設である。

## 所在地
〒047-0154 北海道小樽市朝里川温泉1-504

## コース情報
- 開場日 - 1965年9月15日
- 設計者 - 上田 治
- 面積 - 990,000m2（約29.9万坪）
- コースタイプ - 山岳コース
- コース - 18ホールズ、パー71、6,432ヤード、コースレート71.0
- フェアウェー - コウライ
- ラフ - ノシバ
- グリーン - 1グリーン、ベント
- ハザード ^ バンカー43、池が絡むホール8
- ラウンドスタイル - 乗用カート(5人乗り)、歩き(手引きカート)リモコン式
- 練習場 - 無し
- 休場日 - 無休（11月中旬から4月末までクローズ）[2][3]

## クラブ情報
- ハウス面積 - 1,254m2（379.3坪）
- ハウス設計 - 三菱地所 株式会社
- ハウス施工 - 株式会社 大林組[2][3]

## ギャラリー
- コース - 「札樽ゴルフ倶楽部」、コース案内、2021年4月10日閲覧
- ハウス - 「札樽ゴルフ倶楽部」、施設案内、2021年4月10日閲覧

## 交通アクセス
- 鉄道 - JR函館本線 - 小樽築港駅より タクシー利用約15分
- 道路 - 札樽自動車道 - 朝里ICより 約6km[4]

## 関連文献
- 『ゴルフ場ガイド 西版』、2006-2007、「札樽ゴルフ倶楽部」、東京 ゴルフダイジェスト社、2006年5月、2021年4月10日閲覧
- 『美しい日本のゴルフコース BEAUTIFUL GOLF CULTURE IN JAPAN 日本のゴルフ110年記念 ゴルフは日本の新しい伝統文化である』、ゴルフダイジェスト社「美しい日本のゴルフコース」編纂委員会編、「物見遊山の折、偶然見た峠からの景観に感動し、ゴルフ場建設を立案」、東京 ゴルフダイジェスト社、2013年12月、2021年4月10日閲覧